# Liste des sites Ramsar à Madagascar
Cet article recense les zones humides de Madagascar concernées par la convention de Ramsar.

## Statistiques
La convention de Ramsar est entrée en vigueur à Madagascar le 25 janvier 1999.
En janvier 2020, le pays compte 20 sites Ramsar, couvrant une superficie de 20 949,11 km2. 10 sites ont été inscrits en 2017.

## Liste
| Site                                                 | Région           | Notes | Date              | Superficie (km²) | Altitude (m)  | Identifiant Ramsar | Identifiant WDPA | Coordonnées                      | Photo |  |
| ---------------------------------------------------- | ---------------- | ----- | ----------------- | ---------------- | ------------- | ------------------ | ---------------- | -------------------------------- | ----- |  |
| Parc national de Tsimanampetsotsa                    | Atsimo-Andrefana |       | 25 septembre 1998 | 2 037,40         | 38 - 114      | 962                | 166881           | 24° 22′ 41″ sud, 43° 58′ 34″ est |       |  |
| Complexe des lacs de Manambolomaty                   | Melaky           |       | 25 septembre 1998 | 74,91            | 7 - 200       | 963                | 166880           | 19° 01′ 52″ sud, 44° 23′ 53″ est |       |  |
| Le lac Alaotra : les zones humides et bassin versant | Alaotra-Mangoro  |       | 9 septembre 2003  | 7 225,00         | 750 - 1 250   | 1312               | 901296           | 17° 35′ 17″ sud, 48° 20′ 28″ est |       |  |
| Marais de Torotorofotsy avec leurs bassins versants  | Alaotra-Mangoro  |       | 2 février 2005    | 99,93            | 900 - 1 040   | 1453               | 902404           | 18° 52′ 01″ sud, 48° 21′ 47″ est |       |  |
| Parc de Tsarasaotra                                  | Analamanga       |       | 9 mai 2005        | 0,1036           | 1 270         | 1464               | 902692           | 18° 52′ 05″ sud, 47° 31′ 08″ est |       |  |
| Zones humides de Bedo                                | Menabe           |       | 12 mai 2007       | 19,62            | 3 - 7         | 1686               | 903056           | 19° 56′ 28″ sud, 44° 32′ 49″ est |       |  |
| Nosivolo (en) et affluents                           | Atsinanana       |       | 17 septembre 2010 | 3 585,11         | 400 - 1 800   | 1916               | 555542728        | 20° 06′ 50″ sud, 47° 58′ 34″ est |       |  |
| Lac Kinkony                                          | Melaky           |       | 5 juin 2012       | 138,00           | 40 - 104      | 2048               | 555547960        | 17° 32′ 28″ sud, 44° 05′ 46″ est |       |  |
| Zone humide de Mandrozo                              | Melaky           |       | 5 juin 2012       | 151,45           | 10 - 73       | 2049               | 555547961        | 17° 32′ 28″ sud, 44° 05′ 46″ est |       |  |
| Complexe des lacs Ambondro et Sirave                 | Menabe           |       | 2 février 2015    | 144,815          | 0 - 30        | 2224               | 555626100        | 20° 54′ 25″ sud, 43° 56′ 10″ est |       |  |
| Barrière de corail Nosy Ve - Androka                 | Atsimo-Andrefana |       | 2 février 2017    | 914,45           | 0 - 200       | 2285               | 555624672        | 24° 34′ 08″ sud, 43° 52′ 23″ est |       |  |
| Site bioculturel d'Antrema                           | Boeny            |       | 2 février 2017    | 206,20           | 0 - 89        | 2286               | 555624666        | 15° 46′ 08″ sud, 46° 07′ 30″ est |       |  |
| Complexe des zones humides de Bemanevika             | Sofia            |       | 2 février 2017    | 100,00           | 510 - 1 750   | 2287               | 555624680        | 14° 20′ 06″ sud, 48° 34′ 16″ est |       |  |
| Zones humides de Sahamalaza                          | Sofia, Diana     |       | 2 février 2017    | 240,49           | 0 - 450       | 2288               | 555624681        | 14° 12′ 00″ sud, 47° 53′ 53″ est |       |  |
| Zones humides Ankarafantsika                         | Boeny            |       | 2 février 2017    | 331,45           | 250 - 378     | 2289               | 555624671        | 16° 17′ sud, 46° 53′ est         |       |  |
| Zones humides d'Ambondrobe                           | Menabe           |       | 22 mai 2017       | 130,00           |               | 2300               | 555624845        | 19° 13′ 34″ sud, 44° 32′ 31″ est |       |  |
| Lac Sofia                                            | Sofia            |       | 22 mai 2017       | 16,50            | 1 000 - 1 450 | 2301               | 555624846        | 14° 35′ 31″ sud, 49° 00′ 32″ est |       |  |
| Mangroves de Tsiribihina                             | Menabe           |       | 22 mai 2017       | 472,18           | 0 - 20        | 2302               | 555624854        | 19° 44′ 24″ sud, 44° 27′ 32″ est |       |  |
| Îles Barren                                          | Melaky           |       | 22 mai 2017       | 4 632,00         | 0 - 40        | 2303               | 555624855        | 18° 16′ 05″ sud, 43° 46′ 48″ est |       |  |
| Zones humides de l'Onilahy                           | Atsimo-Andrefana |       | 22 mai 2017       | 429,50           | 0             | 2304               | 555624844        | 23° 30′ 47″ sud, 44° 02′ 46″ est |       |  |